# Ризоиды

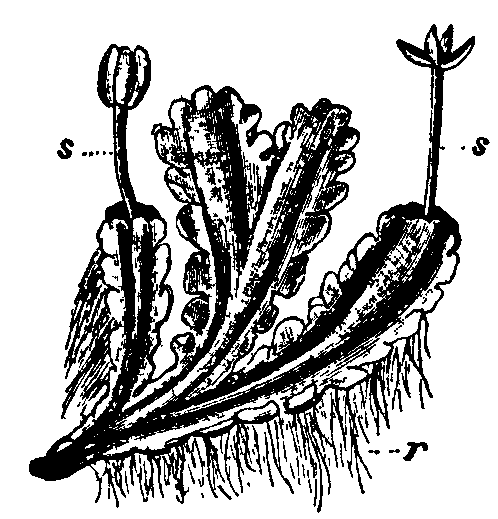
Мох Blasia pusilla. s — спорогонии, r — ризоиды

Ризо́иды (от др.-греч. ῥίζα — корень и εἶδος — вид) — нитевидные образования из одной или нескольких однорядных клеток; служат для прикрепления к субстрату и поглощения из него воды и питательных веществ. Имеются у мхов, лишайников, некоторых водорослей и грибов (например, Rhizopus). Внешне напоминают корневые волоски.

## Анатомия
Ризоид образуется клеткой эпидермы и обычно отделяется от неё перегородкой. Как правило, ризоид представляет собой очень длинную шланговидную тонкостенную клетку с закруглённой верхушкой. При контакте с частицами почвы верхушка ризоида уплощается и ветвится. Многие листостебельные мхи имеют ветвистые ризоиды. Часто ризоиды располагаются на стебле на всём его протяжении.
У печёночника маршанции имеются ризоиды двух типов: простые (гладкостенные) и язычковые, с зубчатыми выростами на внутренней части оболочек. Простые ризоиды расположены на нижней стороне таллома и выполняют обычные для ризоидов функции. Язычковые ризоиды сплетены в тяжи, локализованные по краям таллома на его нижней стороне. Они прижаты к таллому особыми чешуйками — брюшными чешуйками, или амфигастриями. По ним и между ними, как по фитилю, движется вода.